# Эйленбург, Геррит ван
Геррит ван Эйленбург (нидерл. Gerrit van Uylenburgh; ок. 1625, Амстердам — 1679, Лондон) — голландский живописец, коллекционер и торговец произведениями искусства «Золотого века голландской живописи».

## Биография
Геррит ван Эйленбург был старшим сыном Хендрика ван Эйленбурга. В 1661 году после смерти Хендрика и его похорон в церкви Вестеркерк (Westerkerk — Западная церковь) он взял на себя заботу о семейной торговле произведениями искусства. Торговля картинами, организованная в доме на Лориграхт, ранее принадлежавшем Говерту Флинку, сыграла ключевую роль в художественном мире золотого века искусства Голландии.
По сведениям, содержащимся в книге Арнольда Хoубракена, Геррит ван Эйленбург начинал как живописец-пейзажист и расписывал комнаты в домах зажиточных бюргеров Амстердама. Вскоре он понял, что может зарабатывать ещё больше денег, занимаясь торговлей картинами, чем создавая их сам.
Как и его отец, он брал к себе на службу молодых многообещающих художников, таких как Хендрик Фромантью, Юрриен Овенс и Герард де Лересс. Он расширил торговлю на международном уровне и, наряду с произведениями голландских художников продавал в разные страны картины и скульптуры итальянских мастеров. Услугами Геррита ван Эйленбурга пользовались английский художник Питер Лели и польский король Ян II Казимир.
В 1660 году Эйленбург консультировал регентов Корнелиса и его младшего брата Андриса де Граффа в связи с выбором подарка английскому королю Карлу II от имени Генеральных штатов Нидерландов (так называемый «Голландский дар»), чтобы отметить возвращение королевской династии к власти в ходе Реставрации Стюартов. «Голландский дар» был собранием двадцати восьми картин, преимущественно художников итальянского Возрождения и двенадцати классических скульптур. Большинство картин и все римские статуи происходили из коллекции Рейнста, самой значительной голландской коллекции итальянской живописи XVI века, собранной в Венеции Яном Рейнстом и расширенной его братом, Герритом Рейнстом.
В 1671 году Эйленбург организовал аукцион собрания картин Геррита Рейнста и предложил курфюрсту Бранденбурга Фридриху Вильгельму тринадцать картин и несколько скульптур из числа тех, что не были проданы на аукционе. Однако возник скандал из-за подозрения в подделках, и аукцион был отменён. Затем ван Эйленбург организовал встречную оценку, попросив в общей сложности тридцать пять известных художников высказать свое мнение об подлинности произведений, в том числе Яна Ливенса, Мельхиора де Хондекутера, Гербранда ван ден Экхаута, Баренда Граата и Яна Вермеера.
В 1675 году из-за войны с Францией ван Эйленбург столкнулся с финансовыми трудностями, падениями цен на произведения искусства и, возможно, из-за ущерба, нанесённого его репутации в результате «бранденбургского дела». Его торговый дом обанкротился, и Геррит переехал в Лондон, где Питер Лели использовал своё влияние при дворе и обеспечил ему должность инспектора королевских картин. Геррит ван Эйленбург скончался в Лондоне в 1679 году.
В 2006 году, в Год Рембрандта, в Доме Рембрандта в Амстердаме прошла выставка, посвящённая деятельности отца и сына Эйленбургов. Выставка также была показана в Далиджской картинной галерее в Лондоне.